# Reinhold Friedrich von der Osten-Sacken
Reinhold Friedrich Freiherr von der Osten-Sacken (* 1. August 1792 in Lösern in Livland; † 25. Juni 1864 in Sankt Petersburg) war ein russischer, deutschbaltischer Ministerialbeamter.

## Leben
Seine Eltern waren  Garde-Kapitän-Leutnant Reinhold Friedrich von der Osten-Sacken und dessen Ehefrau Juliane Margaretha von  Funcken aus dem Haus Lösern.
Bereits mit 16 Jahren begann Reinhold Friedrich von der Osten-Sacken ein Studium der Rechtswissenschaft an der Georg-August-Universität, wo er 1808 Mitglied der Curonia Goettingensis wurde. Nach Abschluss des Studiums trat er 1813 in den Dienst des russischen Ministeriums für auswärtige Angelegenheiten ein. Nachdem er als Sekretär in London und Kopenhagen tätig gewesen war, wurde er persönlicher Mitarbeiter des Außenministers Karl Robert von Nesselrode. Von 1835 bis 1863 war er älterer Ministerialrat. 1840 wurde er zum Geheimen Rat ernannt. 1863 wurde er Mitglied des Ministerrates verbunden mit der Ernennung zum Wirklichen Geheimen Rat. 
Geheiratet hatte er am 3. November 1827 in St. Petersburg Elisabeth von Engelhardt (* 4. Juni 1805; † 11. Februar 1873), eine Tochter des Pädagogen und Staatsmanns Georg von Engelhardt.